# Bambadinca
Bambadinca est un des sept secteurs appartenant à la région Bafatá du Guinée-Bissau. En 2009, il comptait 33 255 habitants.

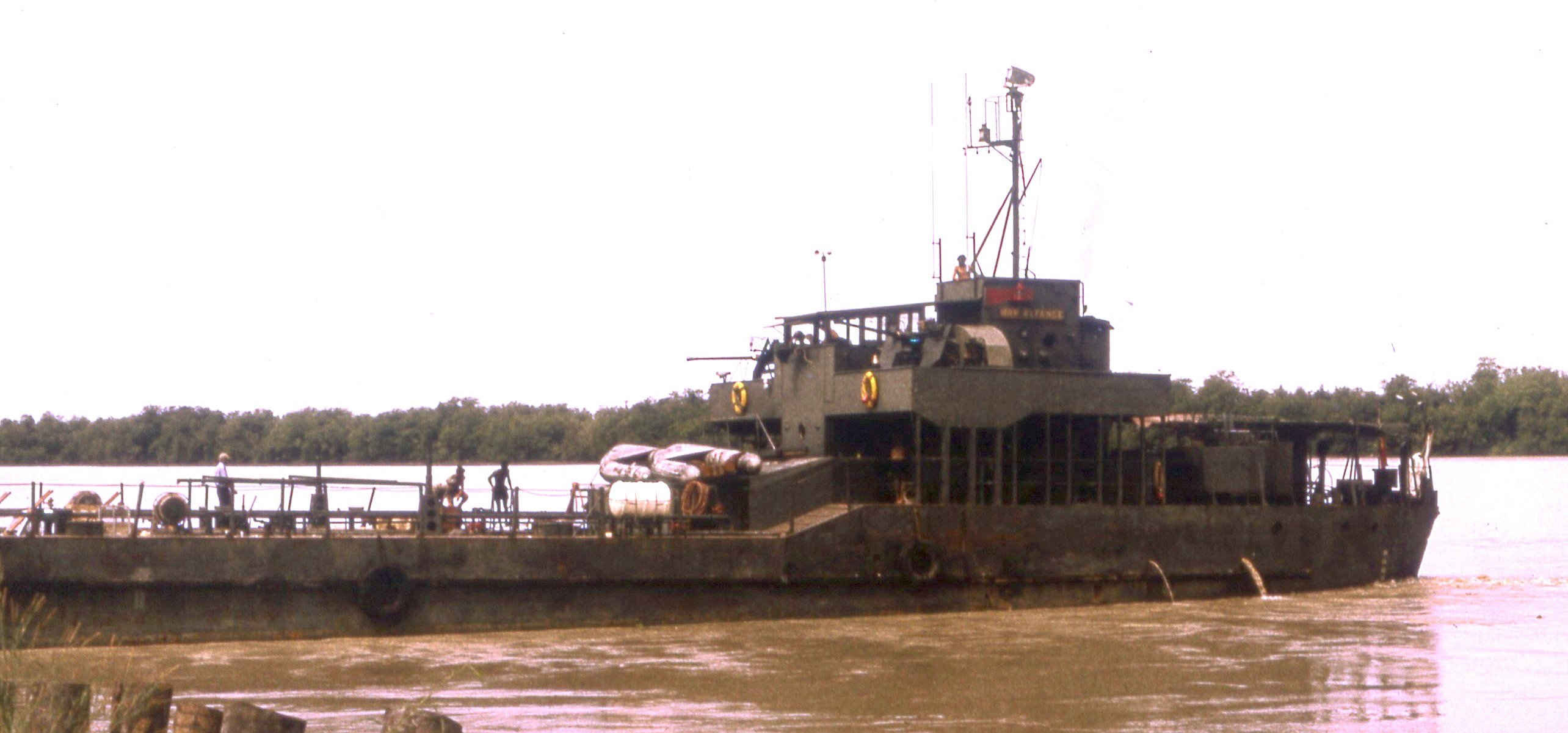
La grande péniche de débarquement NRP Alfange approvisionnant la garnison de Bambadinca 1973. Pendant la guerre coloniale portugaise, le village était une importante base portugaise